# Vallée de l'Orco
La vallée de l'Orco, appelée aussi val de Locana ou val de Ceresole, est une vallée italienne située dans les Alpes grées dans la ville métropolitaine de Turin. Elle se trouve au sud de la Vallée d'Aoste et au nord des vallées de Lanzo. Elle fait partie des vallées arpitanes du Piémont.

## Géographie

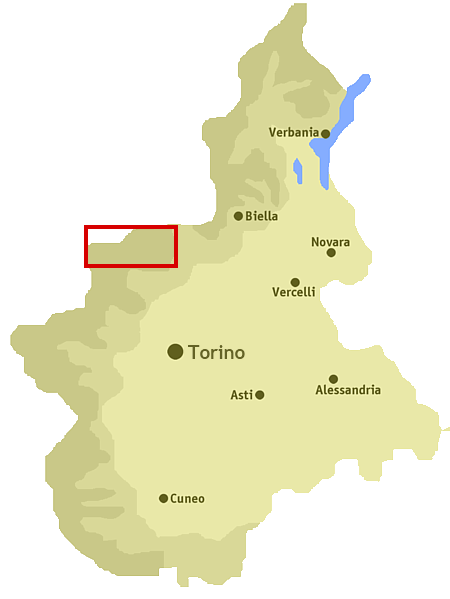
Carte de localisation dans la ville métropolitaine de Turin.

Le versant droit de la vallée orientée vers le Grand Paradis (4 061 m) et son massif, fait en majorité partie du parc national du Grand-Paradis. Le versant gauche domine la vallée avec le groupe montagneux des trois Levanna, et la Levanna centrale y culmine à 3 619 m.
Passé le torrent Orco, le val descend dans la direction est.
La vallée est particulièrement étroite, surtout sur sa partie centrale, au point que les pays de fond de vallée ne voient jamais le soleil.
On note la présence de quelques centrales hydroélectriques, dont les principales se trouvent à Rosone, hameau de Locana. Le lac principal est le lac de Ceresole.

### Principaux sommets
Les principaux sommets de la vallée sont :
- Grand Paradis - 4 061 m ;
- Charforon - 3 642 m ;
- pointe de Galise - 3 345 m ;
- Levanna centrale - 3 619 m.

### Principaux cols
Les principaux cols alpins qui relient la vallée avec les vallées voisines sont :
- col de la Crocetta - 2 636 m – vers le grand val de Lanzo ;
- col du Nivolet - 2 641 m – vers le Valsavarenche ;
- col de Galise - 2 998 m – vers le Val-d'Isère ;
- col du Carro - 3 149 m – vers la Maurienne.

### Lacs
La vallée est riche en lacs. Plusieurs de ceux-ci sont fermés par des barrages artificiels pour alimenter les centrales hydroélectriques :
- lac dc Ceresole ;
- lac Serrù ;
- lac Agnel ;
- lac de Teleccio ;
- lac de Valsoera ;
- lac de Motta ;
- lac Gelato.

## Principaux centres
- Pont-Canavese
- Locana
- Noasca
- Ceresole Reale

## Tourisme

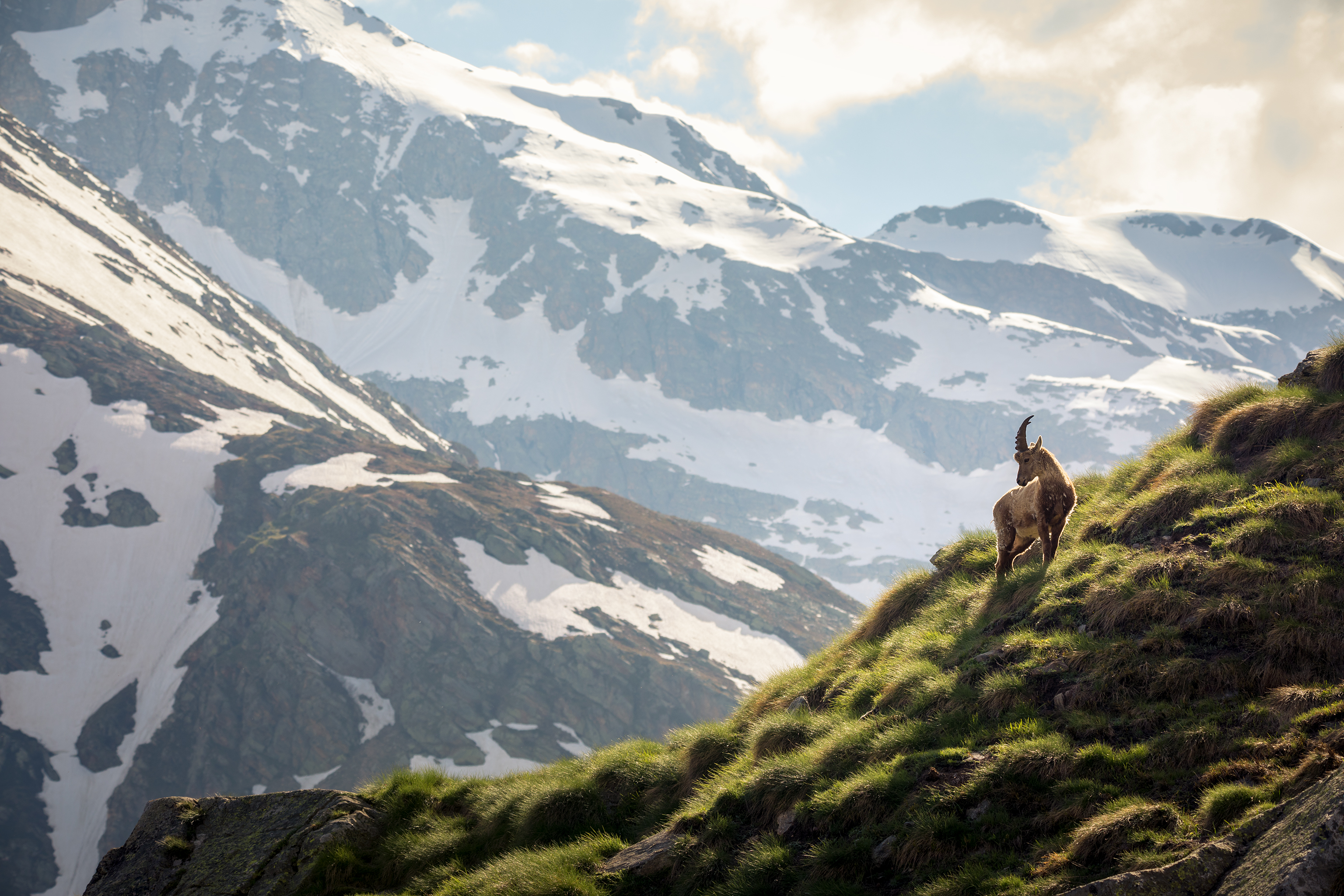
Un bouquetin des Alpes dans la vallée de l'Orco.

La vallée a acquis une grande vocation touristique, liée avant tout à la présence du parc national du Grand Paradis.

### Refuges de montagne
Pour faciliter la randonnée pédestre de haute altitude, la vallée est dotée de plusieurs refuges de montagne :
- Refuge Vittorio Raffaele Leonesi - 2 909 m ;
- Refuge cité de Chivasso - 2 604 m ;
- Refuge Pian de la Ballotta - 2 470 m ;
- Refuge Guglielmo Jervis - 2 250 m ;
- Refuge Pontese - 2 217 m ;
- Refuge Guido Muzio - 1 667 m ;
- Refuge Noaschetta - 1 540 m.

## Sources
- (it) Cet article est partiellement ou en totalité issu de l’article de Wikipédia en italien intitulé « Valle Orco » (voir la liste des auteurs).